# Comuna de Bieliny
Bieliny (polaco: Gmina Bieliny) é uma gminy (comuna) na Polónia, na voivodia de Santa Cruz e no condado de Kielecki. A sede do condado é a cidade de 1999.
De acordo com os censos de 2006, a comuna tem 9832 habitantes, com uma densidade 111,6 hab/km².

## Área
Estende-se por uma área de 88,09 km², incluindo:
- área agricola: 65%
- área florestal: 30%

## Demografia
Dados de 30 de Junho 2004:
|                      | Total   | Total | Mulheres | Mulheres | Homens  | Homens |
| -------------------- | ------- | ----- | -------- | -------- | ------- | ------ |
|                      | pessoas | %     | pessoas  | %        | pessoas | %      |
| População            | 9828    | 100   | 4867     | 49,5     | 4961    | 50,5   |
| Densidade (pop./km²) | 111,6   | 100   | 55,3     | 55,3     | 56,3    | 56,3   |

De acordo com dados de 2005, o rendimento médio per capita ascendia a 1830,42 zł.

## Comunas vizinhas
- Bodzentyn, Daleszyce, Górno, Łagów, Nowa Słupia